# Cereria Abella
La Cereria Abella és una botiga situada al carrer de Sant Antoni Abat, 9 del Raval de Barcelona, catalogada com a establiment d'interès (categoria E2).

## Història
L'origen del negoci familiar es remunta a l'any 1900, quan Francesca Abella i Bertran (Isona, 1862-Barcelona, 1947) va obrir un petit obrador d'atxes a la plaça del Pedró. Amb l'electrificació de Barcelona i la disminució de l'ús religiós de la cera, l'empresa es va haver d'especialitzar en el disseny del producte i en ressaltar l'atractiu visual i olfactiu de les espelmes.
El 1943, Francesc Prades va sol·licitar permís a l'Ajuntament per a col·locar un aplacat i un rètol. El 1979 va passar a formar part de la societat Cerabella, que va obrir un altre establiment al carrer dels Boters, 5, actualment tancat.

## Descripció
Es troba en un local situat a la dreta del portal d'accés d'un edifici del carrer de Sant Antoni Abat. L'establiment té una sola obertura de disseny simple amb l'estructura d'un calaix motllurat amb una llinda que disposa el nom de l'establiment esgrafiat sobre el vidre. Els muntants tenen dues talles de fusta amb motius florals situades sota el mateix calaix de la llinda. Aquest portal conforma un vestíbul d'aparadors realitzats amb fusta damunt d'un sòcol d'obra i flanquejant els laterals d'una porta d'accés a l'interior també de fusta de doble full amb vidres bisellats. A l'interior es conserven els taulells mostradors i els prestatges, amb vitrines que es desenvolupen fins al nivell del sostre.